# Marta Żmuda Trzebiatowska

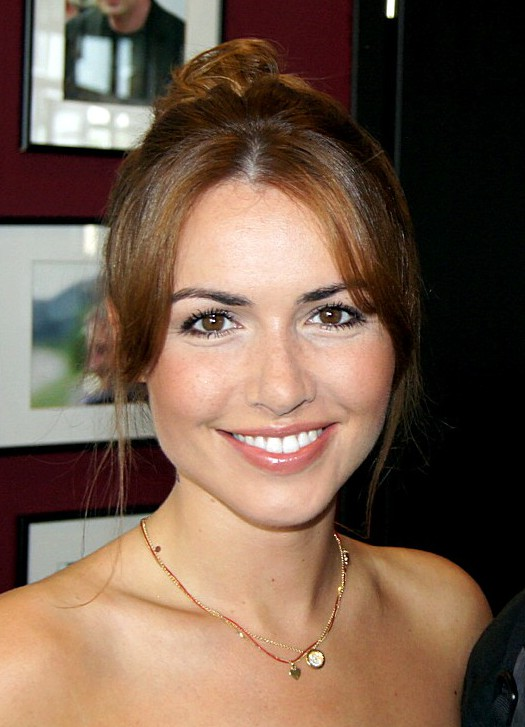
Marta Żmuda Trzebiatowska im Jahr 2013

Marta Żmuda Trzebiatowska (* 26. Juli 1984 in Człuchów, Polen) ist eine polnische Schauspielerin.

## Leben
Marta Żmuda Trzebiatowska wurde in der polnischen Stadt Człuchów geboren. Sie stammt aus dem kaschubischen Adelsgeschlecht Schmude (Żmuda Trzebiatowska). Sie wollte schon seit ihrer Kindheit Schauspielerin werden und studierte schließlich an der Aleksander-Zelwerowicz-Theaterakademie Warschau, wo sie im Jahr 2007 ihr Schauspieldiplom erhielt. 2005 gab sie bereits während des Studiums ihr Debüt in der Fernsehserie Na dobre i na złe und spielte daraufhin in weiteren bekannten Serien mit. Größere Bekanntheit erlangte sie 2007 durch die Serie Twarzą w twarz, in der sie eine mit der Hauptfigur befreundete Prostituierte verkörperte. Der erste Kinofilm, in dem sie auftrat, war 2008 die romantische Komödie Nie kłam, kochanie. 2011 spielte sie eine Rolle in dem Hollywoodfilm Love, Wedding, Marriage – Ein Plan zum Verlieben. 2020 wurde sie für ihre Rolle in dem Film Mowa ptaków für den Polnischen Filmpreis als Beste Nebendarstellerin nominiert. Ihr Schaffen umfasst mehr als 40 Produktionen für Film und Fernsehen. Sie ist auch in mehreren Musikvideos aufgetreten.
2015 hat Trzebiatowska ihren Schauspielkollegen Kamil Kula geheiratet. Die beiden haben zwei Kinder, einen Sohn (geboren 2017) und eine Tochter (geboren 2017).

## Filmografie
- 2005–2024: Na dobre i na złe (Fernsehserie, 120 Folgen)
- 2006: Magda M (Fernsehserie, 14 Folgen)
- 2007: Twarzą w twarz (Fernsehserie, 10 Folgen)
- 2007: Dwie strony medalu (Fernsehserie, 83 Folgen)
- 2008–2009: Teraz albo nigdy! (Fernsehserie, 44 Folgen)
- 2008: Nie kłam, kochanie
- 2008: Serce na dloni
- 2010: Ciacho
- 2010: Sluby panienskie
- 2011: Och, Karol 2
- 2011: Love, Wedding, Marriage – Ein Plan zum Verlieben (Love, Wedding, Marriage)
- 2011: Wygrany
- 2011: Komisarz Rozen (Fernsehfilm)
- 2012: Hans Kloss. Stawka wieksza niz smierc
- 2015: Wkreceni 2
- 2015: Bangistan
- 2016: Gejsza
- 2018–2022: Na dobre i na złe (Fernsehserie, 120 Folgen)
- 2019: Mowa ptaków
- 2021–2022: Kuchnia (Fernsehserie, 21 Folgen)
- 2022: Bejbis
- 2022: Indián
- 2023: Unmoored
- 2023–2024: Grzechy sasiadów (Fernsehserie, 10 Folgen)
- 2025: Der Hooligan (Kibic, Fernsehserie, 5 Folgen)